# Lledoner de l'Estació
El lledoner de l'Estació (Celtis australis) era un arbre que es trobava al municipi de Rajadell (el Bages). Va ser retirat pel seu perill de caiguda l'octubre de 2018.

## Dades descriptives
- Perímetre del tronc 1 a 1,30 m: 3 m.
- Perímetre del tronc 2 a 1,30 m: 2,74 m.[1]
- Perímetre de la base del tronc: 5,40 m.[1]
- Alçada: 19 m.
- Amplada de la capçada: 20,6 m.
- Altitud sobre el nivell del mar: 368 m.

## Entorn
Era a l'estació de Rajadell. Al costat hi ha la serra de Castelltallat. Dins de l'arbre hi havia una petita colònia de dragons de tonalitats molt fosques.

## Aspecte general
Tot i no gaudir de dimensions espectaculars, es tractava d'un lledoner realment estètic i acollidor, el qual havia fruït de l'avantatge de tindre un poble que l'havia cuidat des de fa anys i l'havia convertit en un emblema. Tenia un escocell de magnífica envergadura a peu de soca, que tenia una important aportació de matèria orgànica, així com un conjunt de ginebres de jardí que actuaven de protectors del seu propi cancell, de les trepitjades compactadores i dels possibles grafismes dels visitants. Presentava alguna fulla amb la típica clorosi del lledoner, però de presència eventual i poc remarcable. Tenia alguna secció de dimensions considerables, però no semblava afectat per cap mena de barrinador o càries de la fusta. Les branques més grans i pesades de l'arbre estaven unides per tensors adequats, segurament instal·lats per algun arboricultor professional.

## Curiositats
Per respectar l'arbre, fa molts anys es va instal·lar un semàfor per tal de facilitar la circulació en el pas estret de la carretera a causa del lledoner i se li van realitzar podes periòdiques, ja que la capçada, quan creixia, arribava a la catenària d'una via de tren. Les ventades del cicló extratropical Klaus van esqueixar-lo i va caldre reduir la capçada dràsticament.

## Accés
Cal dirigir-se a la mateixa estació ferroviària de Rajadell. Accedim al poble per la C-25, a la sortida amb el mateix nom del poble. També s'hi pot arribar amb tren. GPS 31T 0391802 4620866.